# Eurytoma picus
Eurytoma picus är en stekelart som beskrevs av Girault 1914. Eurytoma picus ingår i släktet Eurytoma och familjen kragglanssteklar. Inga underarter finns listade i Catalogue of Life.